# Bluenose
Die Bluenose war ein kanadischer Schoner, der in den 1930er Jahren sowohl ein Symbol der Provinz Nova Scotia als auch Kanadas insgesamt wurde.
Auf Grund seiner nationalen Bedeutung wurde der Segler am 27. Mai 1952 durch die kanadische Regierung, auf Vorschlag des Historic Sites and Monuments Board of Canada, zu einem „nationalen historischen Ereignis“ erklärt.

## Geschichte
Die Bluenose lief am 26. März 1921 bei der Werft Smith & Rhuland in Lunenburg (Nova Scotia) als Fischereischiff vom Stapel. Sie war als Gaffelschoner geriggt und besaß damals mit 386 m² das größte Großsegel der Welt. Die Bluenose war bereits das 121. bei Smith & Rhuland gebaute Schiff, jedoch das erste, welches vorher am Reißbrett entworfen worden war und zu dem es vor Baubeginn genaue Pläne gab. Der Konstrukteur W. J. Roue hatte diese Pläne penibel gezeichnet. Die Werftleute hielten nichts davon, hatten sie doch schon vorher 120 Schiffe gebaut, ohne sich mit so viel Papier abgeben zu müssen. Trotz der neuartigen Arbeitsweise entstand ein Schoner mit sehr guten Segeleigenschaften, der zum Nationalheiligtum Kanadas werden sollte.
Der Legende nach wurden die Fischer von Nova Scotia, die bei ihren Fahrten zu den „Grand Banks“ großer Kälte ausgesetzt waren, Blaunasen genannt. Diese Bezeichnung betitelte irgendwann die gesamte Bevölkerung der Provinz. Daher stammt wahrscheinlich auch der Schiffsname Bluenose.
Während des Einsatzes beim Kabeljaufang vor Neufundland erkannte man bald die außergewöhnliche Schnelligkeit und Wendigkeit des Schiffes. Voller Stolz und Begeisterung nahm seine Besatzung unter Kapitän Angus Walters alljährlich am „Fisherman’s Cup“ teil, einer  Regatta für Fischerboote, die traditionell zwischen den Fischern der Städte Lunenburg (Nova Scotia) und Gloucester (Massachusetts) ausgetragen wurde. Die Bluenose blieb hierbei 17 Jahre in Folge unbesiegt.
1938, als die großen Fischereischoner von motorisierten Trawlern verdrängt waren, musste Walters das Schiff verkaufen. Mit Beginn des Zweiten Weltkrieges wurden die Masten gekappt, und ein Motor wurde eingebaut. Anschließend war die Bluenose als Frachter zwischen Kanada und der Karibik eingesetzt, bis sie am 28. Januar 1946 vor Haiti auf ein Riff lief und sank.

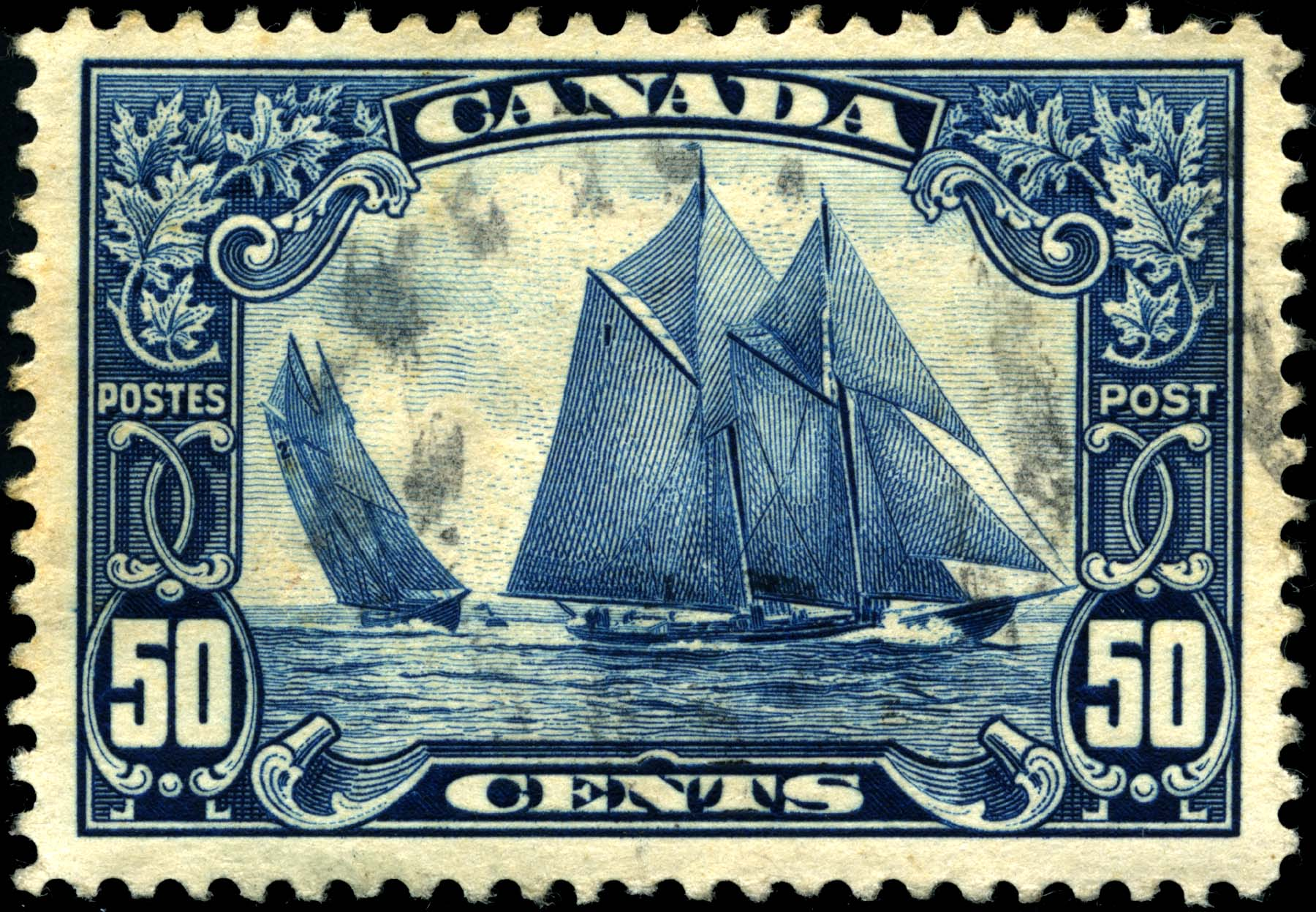
Bluenose 50-Cent-Briefmarke

Am 8. Januar 1929 war eine kanadische 50-Cent-Briefmarke mit der Abbildung der Bluenose erschienen. Es wurden knapp über eine Million dieser Marken gedruckt, jede noch existierende hat heute einen Wert von etwa CAN$ 700.
Das Bild der Bluenose wird seit 1937 auf das kanadische Zehn-Cent-Stück geprägt. Außerdem schmückt sie das Kfz-Kennzeichen von Nova Scotia.

## Repliken
Neben der 1963 entstandenen Bluenose II plante eine Urenkelin des Bluenose-Konstrukteurs, W. J. Roue, ab 2006 einen weiteren Nachbau mit der Begründung, dass die Bluenose II nicht mehr hochseetauglich sei und deshalb ihre Aufgabe als Botschafterin der Provinz nicht mehr wahrnehmen könne. Die Provinzregierung von Nova Scotia untersagte ihr jedoch die Nutzung des Namens, da die Namensrechte bei der Regierung lägen. Außerdem sei die Bluenose II noch seetüchtig und daher ein Neubau nicht nötig. Unter anderem aufgrund der Rekonstruktion der Bluenose II sowie fehlender Gelder kam dieses Projekt 2013 endgültig zum Erliegen.